# ماكس بلومنتال
ماكس بلومنتال (بالإنجليزية: Max Blumenthal) هو كاتب وصحفي أمريكي، ولد في 18 ديسمبر 1977 في بوسطن في الولايات المتحدة.

## وصلات خارجية
- ماكس بلومنتال على موقع IMDb (الإنجليزية)